# Nuoto ai Giochi della XXIX Olimpiade - 200 metri rana femminili

## Record
Prima di questa competizione, il record del mondo (WR) e il record olimpico (OR) erano i seguenti.
|  | 2'20"54 | Leisel Jones Australia   | 1º febbraio 2006 Melbourne, Australia |
|  | 2'23"37 | Amanda Beard Stati Uniti | 19 agosto 2004 Atene, Grecia          |

Durante l'evento sono stati migliorati i seguenti record:
| Data      | Evento      | Atleta       | Nazione     | Tempo   | Record |
| --------- | ----------- | ------------ | ----------- | ------- | ------ |
| 13 agosto | 5ª batteria | Rebecca Soni | Stati Uniti | 2'22"17 |        |
| 15 agosto | Finale      | Rebecca Soni | Stati Uniti | 2'20"22 |        |

## Batterie
Si sono svolte 6 batterie di qualificazione. Le prime 16 atlete si sono qualificate per le semifinali.
| #  | Batteria | Corsia | Atleta               | Nazionalità   | Tempo   | Note  |
| -- | -------- | ------ | -------------------- | ------------- | ------- | ----- |
| 1  | 5        | 4      | Rebecca Soni         | Stati Uniti   | 2:22.17 | Q, OR |
| 2  | 6        | 4      | Leisel Jones         | Australia     | 2:23.81 | Q     |
| 3  | 6        | 5      | Mirna Jukić          | Austria       | 2:24.39 | Q     |
| 4  | 6        | 1      | Sara Nordenstam      | Norvegia      | 2:24.47 | Q     |
| 5  | 4        | 6      | Rie Kanetō           | Giappone      | 2:24.62 | Q     |
| 6  | 5        | 5      | Megumi Taneda        | Giappone      | 2:24.75 | Q     |
| 7  | 4        | 5      | Annamay Pierse       | Canada        | 2:25.01 | Q     |
| 8  | 4        | 3      | Julija Efimova       | Russia        | 2:25.07 | Q     |
| 9  | 5        | 7      | Suzaan Van Biljon    | Sudafrica     | 2:25.51 | Q     |
| 10 | 5        | 3      | Sally Foster         | Australia     | 2:25.54 | Q     |
| 11 | 6        | 3      | Seulki Jung          | Corea del Sud | 2:25.95 | Q     |
| 12 | 6        | 6      | Joline Hostman       | Svezia        | 2:26.00 | Q     |
| 13 | 6        | 2      | Hui Qi               | Cina          | 2:26.16 | Q     |
| 14 | 5        | 2      | Anne Poleska         | Germania      | 2:26.74 | Q     |
| 15 | 4        | 8      | Elise Matthysen      | Belgio        | 2:27.04 | Q     |
| 16 | 4        | 1      | Darae Jeong          | Corea del Sud | 2:27.28 | Q     |
| 17 | 3        | 7      | Inna Kapishina       | Bielorussia   | 2:27.34 |       |
| 18 | 4        | 3      | Amanda Beard         | Stati Uniti   | 2:27.70 |       |
| 19 | 2        | 1      | Yi Ting Siow         | Malaysia      | 2:27.80 |       |
| 20 | 4        | 2      | Olga Detenyuk        | Russia        | 2:27.87 |       |
| 20 | 5        | 1      | Kirsty Balfour       | Regno Unito   | 2:27.87 |       |
| 22 | 3        | 4      | Adriana Marmolejo    | Messico       | 2:28.10 |       |
| 23 | 6        | 8      | Yuliya Pidlisna      | Ucraina       | 2:28.84 |       |
| 24 | 4        | 7      | Mireia Belmonte      | Spagna        | 2:29.46 |       |
| 25 | 2        | 4      | Alia Atkinson        | Giamaica      | 2:29.53 |       |
| 26 | 6        | 7      | Nan Luo              | Cina          | 2:29.67 |       |
| 27 | 3        | 1      | Katalin Bor          | Ungheria      | 2:29.95 |       |
| 28 | 3        | 2      | Sara Elbekri         | Marocco       | 2:30.04 |       |
| 29 | 3        | 3      | Diana Gomes          | Portogallo    | 2:30.18 |       |
| 30 | 5        | 8      | Sophie De Ronchi     | Francia       | 2:30.93 |       |
| 31 | 2        | 7      | Marina Kuc           | Montenegro    | 2:31.24 |       |
| 32 | 2        | 3      | Dilara Buse Gunaydin | Turchia       | 2:31.86 |       |
| 33 | 3        | 6      | Nađa Higl            | Serbia        | 2:32.78 |       |
| 34 | 2        | 5      | Smiljana Marinović   | Croazia       | 2:32.80 |       |
| 35 | 1        | 5      | Raminta Dvariskyte   | Lituania      | 2:33.32 |       |
| 36 | 2        | 5      | Nicolette Teo        | Singapore     | 2:34.60 |       |
| 37 | 3        | 8      | Agustina De Giovanni | Argentina     | 2:34.94 |       |
| 38 | 3        | 5      | Angeliki Exarchou    | Grecia        | 2:36.83 |       |
| 39 | 1        | 3      | Noora Laukkanen      | Finlandia     | 2:38.97 |       |
| 40 | 1        | 4      | Tatiane Sakemi       | Brasile       | 2:39.13 |       |
| -  | 5        | 6      | Sarah Poewe          | Germania      | NP      |       |

## Semifinali
| #  | Batteria | Corsia | Atleta            | Nazionalità   | Tempo   | Note  |
| -- | -------- | ------ | ----------------- | ------------- | ------- | ----- |
| 1  | 2        | 4      | Rebecca Soni      | Stati Uniti   | 2:22.64 | Q     |
| 2  | 1        | 4      | Leisel Jones      | Australia     | 2:23.04 | Q     |
| 3  | 2        | 5      | Mirna Jukić       | Austria       | 2:23.76 | Q, ER |
| 4  | 1        | 5      | Sara Nordenstam   | Norvegia      | 2:23.79 | Q     |
| 5  | 2        | 6      | Annamay Pierse    | Canada        | 2:23.94 | Q     |
| 6  | 1        | 6      | Julija Efimova    | Russia        | 2:24.00 | Q     |
| 7  | 1        | 3      | Megumi Taneda     | Giappone      | 2:25.42 | Q     |
| 8  | 2        | 3      | Rie Kanetō        | Giappone      | 2:25.65 | Q     |
| 9  | 1        | 2      | Sally Foster      | Australia     | 2:26.33 |       |
| 10 | 1        | 1      | Anne Poleska      | Germania      | 2:26.71 |       |
| 11 | 2        | 7      | Seulki Jung       | Corea del Sud | 2:26.83 |       |
| 12 | 1        | 7      | Joline Hostman    | Svezia        | 2:27.14 |       |
| 13 | 2        | 2      | Hui Qi            | Cina          | 2:27.63 |       |
| 14 | 1        | 8      | Darae Jeong       | Corea del Sud | 2:28.28 |       |
| 15 | 2        | 2      | Suzaan Van Biljon | Sudafrica     | 2:28.45 |       |
| 16 | 2        | 8      | Elise Matthysen   | Belgio        | 2:29.64 |       |

## Finale
| Posizione | Atleta          | Paese       | Tempo   | Note |
| --------- | --------------- | ----------- | ------- | ---- |
|           | Rebecca Soni    | Stati Uniti | 2:20.22 | WR   |
|           | Leisel Jones    | Australia   | 2:22.05 |      |
|           | Sara Nordenstam | Norvegia    | 2:23.02 | ER   |
| 4         | Mirna Jukić     | Austria     | 2:23.24 |      |
| 5         | Julija Efimova  | Russia      | 2:26.83 |      |
| 6         | Annamay Pierse  | Canada      | 2:23.77 |      |
| 7         | Rie Kanetō      | Giappone    | 2:25.14 |      |
| 8         | Megumi Taneda   | Giappone    | 2:25.23 |      |